# Abordagem de capacidade
O abordagem de capacidade (ou abordagem das capacidades) é uma abordagem normativa bem-estar isso se concentra na capacidade real das pessoas de alcançar vidas que valorizam, em vez de apenas ter um direito ou liberdade para fazê-lo (perspectiva).    Foi concebido na década de 1980 como uma abordagem alternativa para economia do bem-estar.
Nela, Amartya Sen e Martha Nussbaum combinam uma série de ideias que foram anteriormente excluídas (ou inadequadamente formuladas) das abordagens tradicionais da economia do bem-estar. O foco central é melhorar o acesso às ferramentas que as pessoas usam para viver uma vida plena.  

## Avaliação da capacidade
Amartya Sen inicialmente defendeu cinco componentes para avaliar a capacidade: A importância das liberdades reais na avaliação da vantagem de uma pessoa;  Diferenças individuais na capacidade de transformar recursos em atividades valiosas;  A natureza multivariada das atividades que geram bem-estar;  Um equilíbrio entre fatores materialistas e não materialistas na avaliação do bem-estar humano;  Preocupação com a distribuição de oportunidades na sociedade. 
Posteriormente, em colaboração com a filósofa política Martha Nussbaum, o economista de desenvolvimento Sudhir Anand e o teórico económico James Foster, Amartya Sen ajudou a impulsionar a abordagem das capacidades para aparecer como uma política paradigmática nos debates relativos ao desenvolvimento humano; a sua investigação inspirou a criação do Índice de Desenvolvimento Humano da ONU (uma medida popular do desenvolvimento humano que capta capacidades em saúde, educação e rendimento). Além disso, a abordagem foi operacionalizada para ter um enfoque nos países de rendimento elevado por Paul Anand e colegas. .  Sen também fundou a Associação de Desenvolvimento e Capacidade Humana em 2004, a fim de promover ainda mais a discussão, a educação e a pesquisa sobre a abordagem de desenvolvimento e capacidade humana.  Desde então, a abordagem tem sido muito discutida por teóricos políticos, filósofos e uma série de cientistas sociais, incluindo aqueles com um interesse particular na saúde humana.
A abordagem enfatiza as capacidades funcionais (“liberdades substantivas”, tais como a capacidade de viver até à velhice, de participar em transações económicas ou de participar em atividades políticas); estas são interpretadas em termos das liberdades substantivas que as pessoas têm motivos para valorizar, em vez de utilidade (felicidade, realização de desejos ou escolha) ou acesso a recursos (rendimento, mercadorias, activos). Uma abordagem ao bem-estar utilizando a utilidade pode ser encontrada no utilitarismo, enquanto o acesso aos recursos é defendido pela abordagem Rawlsiana. 
A pobreza é entendida como privação de capacidade. É digno de nota que os proponentes enfatizam não apenas o modo como os humanos funcionam, mas também o seu acesso às capacidades “para alcançar resultados que valorizam e têm motivos para valorizar”. Todos podem ser privados de capacidades de várias maneiras, por ex. pela ignorância, pela opressão governamental, pela falta de recursos financeiros ou pela falsa consciência. 
Esta abordagem ao bem-estar humano enfatiza a importância da liberdade de escolha, da heterogeneidade individual e da natureza multidimensional do bem-estar. Em aspectos significativos, a abordagem é consistente com o tratamento da escolha no âmbito da teoria do consumidor da microeconomia convencional, embora os seus fundamentos conceptuais lhe permitam reconhecer a existência de reivindicações, como direitos, que dominam normativamente as reivindicações baseadas na utilidade. 

## Termos-chave

### Funcionamento
No sentido mais básico, os funcionamentos consistem em “seres e ações”. Como resultado, viver pode ser visto como um conjunto de funcionamentos inter-relacionados. Essencialmente, os funcionamentos são os estados e atividades constitutivos do ser de uma pessoa. Exemplos de funcionamentos podem variar desde coisas elementares, como ser saudável, ter um bom emprego e estar seguro, até estados mais complexos, como ser feliz, ter respeito próprio e estar calmo. Além disso, Amartya Sen afirma que os funcionamentos são cruciais para uma compreensão adequada da abordagem das capacidades; a capacidade é conceituada como um reflexo da liberdade para alcançar funcionamentos valiosos. Em outras palavras, os funcionamentos são os sujeitos das capacidades referidas na abordagem: aquilo que somos capazes, queremos ser capazes, ou deveríamos ser capazes de ser e/ou fazer. Portanto, a combinação de funcionamentos escolhida por uma pessoa, o que ela é e faz, faz parte do seu conjunto geral de capacidades – os funcionamentos que ela foi capaz de realizar. No entanto, os funcionamentos também podem ser conceituados de uma forma que signifique as capacidades de um indivíduo. Comer, passar fome e jejuar seriam todos considerados funcionamentos, mas o funcionamento do jejum difere significativamente daquele de passar fome porque o jejum, ao contrário da fome, envolve uma escolha e é entendido como a escolha de jejuar apesar da presença de outras opções. Consequentemente, uma compreensão do que constitui funcionamentos está inerentemente ligada a uma compreensão das capacidades, conforme definido por esta abordagem. 

### Capacidades
Capacidades são combinações alternativas de funcionamentos que são viáveis para uma pessoa alcançar. As formulações de capacidade têm duas partes: funcionamentos e liberdade de oportunidade – a liberdade substantiva de buscar diferentes combinações de funcionamento. Em última análise, as capacidades denotam a oportunidade e a capacidade de uma pessoa gerar resultados valiosos, tendo em conta características pessoais relevantes e factores externos. A parte importante desta definição é a "liberdade para alcançar", porque se a liberdade tivesse apenas valor instrumental (valiosa como meio para atingir um fim) e nenhum valor intrínseco (valioso em si) para o bem-estar de uma pessoa, então o valor do conjunto de capacidades como um todo seria simplesmente definido pelo valor da combinação real de funcionamentos de uma pessoa. Tal definição não reconheceria a totalidade do que uma pessoa é capaz de fazer e o seu estado atual resultante devido à natureza das opções disponíveis para ela. Consequentemente, o conjunto de capacidades delineado por esta abordagem não se preocupa apenas com os resultados; antes, a liberdade de escolha, por si só, tem importância direta para a qualidade de vida de uma pessoa. 
Por exemplo, a diferença entre jejuar e passar fome, no bem-estar da pessoa, é se ela escolhe não comer. Neste exemplo, o funcionamento é de fome, mas a capacidade de obter uma quantidade adequada de alimentos é o elemento-chave na avaliação do bem-estar entre os indivíduos nos dois estados. Em suma, ter um estilo de vida não é o mesmo que escolhê-lo; o bem-estar depende de como esse estilo de vida surgiu. Mais formalmente, enquanto a combinação dos funcionamentos de uma pessoa representa as suas realizações reais, o seu conjunto de capacidades representa a sua liberdade de oportunidade – a sua liberdade de escolher entre combinações alternativas de funcionamentos. Além de serem o resultado de capacidades, alguns funcionamentos são também um pré-requisito para capacidades, ou seja, há um duplo papel de alguns funcionamentos como fins e instrumentos. Exemplos de funcionamentos que são um requisito direto de capacidades são a boa alimentação, a saúde física e mental e a educação. 
Nussbaum distingue ainda entre capacidades internas que são capacidades pessoais e capacidades combinadas que são "definidas como capacidades internas juntamente com as condições sociais/políticas/económicas nas quais o funcionamento pode realmente ser escolhido". Ela salienta que a noção de capacidade (combinada) “combina a preparação interna com a oportunidade externa de uma forma complicada, de modo que a medição provavelmente não será uma tarefa fácil”. Uma extensão da abordagem das capacidades foi publicada em 2013 em "Freedom, Responsibility and Economics of the Person" (Liberdade, Responsabilidade e Economia da Pessoa). Este livro explora os conceitos interligados de pessoa, responsabilidade e liberdade em economia, filosofia moral e política. Tenta conciliar a racionalidade e a moralidade dos indivíduos. Apresenta uma reflexão metodológica (fenomenologia versus pensamento kantiano) com o objetivo de reumanizar a pessoa, através de ações, e através dos valores e normas que conduzem aos correspondentes direitos e obrigações que devem ser ordenados. O livro amplia a abordagem das capacidades de uma forma crítica. Em particular, considera a liberdade em relação à responsabilidade, isto é, a capacidade das pessoas de aplicarem restrições morais a si mesmas. Em contraste, a abordagem da capacidade de Sen considera a liberdade como uma racionalidade de escolha puramente funcional.

### Agentes
Amartya Sen define um agente como alguém que age e provoca mudanças, cujas realizações podem ser avaliadas em termos dos seus próprios valores e objetivos. Isso difere do uso comum do termo "agente", às vezes usado na economia e na teoria dos jogos para significar uma pessoa que age em nome de outra pessoa. A agência depende da capacidade de escolher pessoalmente os funcionamentos que se valoriza, uma escolha que pode não estar correlacionada com o bem-estar pessoal. Por exemplo, quando uma pessoa opta por jejuar, está a exercer a sua capacidade de perseguir um objectivo que valoriza, embora tal escolha possa não afectar positivamente o bem-estar físico. Sen explica que uma pessoa, como agente, não precisa ser guiada pela busca do bem-estar; A realização da agência considera o sucesso de uma pessoa em termos da busca de todos os seus objetivos. Para efeitos da abordagem das capacidades, agência refere-se principalmente ao papel de uma pessoa como membro da sociedade, com capacidade de participar em ações econômicas, sociais e políticas. Portanto, a agência é crucial na avaliação das capacidades de alguém e de quaisquer barreiras económicas, sociais ou políticas para alcançar liberdades substantivas. A preocupação com a agência sublinha que a participação, o debate público, a prática democrática e o empoderamento devem ser promovidos juntamente com o bem-estar. Alkire e Deneulin apontaram que a agência anda de mãos dadas com a expansão de liberdades valiosas. Ou seja, para serem agentes de suas vidas, as pessoas precisam da liberdade de serem educadas, de falar em público sem medo, de se expressarem, de se associarem, etc.; inversamente, as pessoas podem estabelecer tal ambiente sendo agentes. Em resumo, o aspecto da agência é importante para avaliar o que uma pessoa pode fazer de acordo com a sua concepção do bem. 

## Nussbaum's central capabilities
Nussbaum (2000) enquadra estes princípios básicos em termos de 10 capacidades, ou seja, oportunidades reais baseadas nas circunstâncias pessoais e sociais. Ela afirma que uma ordem política só pode ser considerada decente se esta ordem garantir pelo menos um nível limite destas 10 capacidades a todos os habitantes. A abordagem das capacidades de Nussbaum centra-se na noção de dignidade humana individual. Nussbaum enfatiza que esta abordagem é necessária, uma vez que mesmo os indivíduos dentro de uma unidade familiar podem ter necessidades muito diferentes. Dada a afirmação de Nussbaum de que o objetivo da abordagem das capacidades é produzir capacidades para cada pessoa, as capacidades abaixo pertencem a pessoas individuais, e não a grupos. A abordagem das capacidades tem sido muito influente na política de desenvolvimento, onde moldou a evolução do índice de desenvolvimento humano (IDH), tem sido muito discutida na filosofia e é cada vez mais influente numa série de ciências sociais. 
Mais recentemente, a abordagem foi criticada por estar fundamentada na noção liberal de liberdade:
| “ | Esta é uma visão fundamentalmente reducionista da condição humana. Além disso, a ênfase na liberdade revela uma orientação profundamente moderna. O problema complexo é que a liberdade nas mãos de Nussbaum recebe um valor intrínseco e primário (uma reivindicação redutiva) e, ao mesmo tempo, a lista é tratada como uma relação negociada contingente em tensão com outras virtudes, como justiça, igualdade e direitos. Ambas as proposições não podem ser sustentadas. | ” |

As principais capacidades que Nussbaum argumenta que deveriam ser apoiadas por todas as democracias são:  
- Vida. Ser capaz de viver até o fim de uma vida humana de duração normal; não morrer prematuramente, ou antes que a vida seja tão reduzida que não valha a pena viver.

- Saúde Corporal. Ser capaz de ter boa saúde, incluindo saúde reprodutiva; estar adequadamente nutrido; ter abrigo adequado.

- Integridade corporal. Ser capaz de se movimentar livremente de um lugar para outro; estar seguro contra ataques violentos, incluindo ataques sexuais e violência doméstica; ter oportunidades de satisfação sexual e de escolha em questões de reprodução.

- Sentidos, imaginação e pensamento. Ser capaz de usar os sentidos, imaginar, pensar e raciocinar - e fazer essas coisas de uma forma "verdadeiramente humana", uma forma informada e cultivada por uma educação adequada, incluindo, mas de forma alguma limitada a, alfabetização e educação básica formação matemática e científica. Ser capaz de usar a imaginação e o pensamento em conexão com a experiência e produção de obras e eventos de sua própria escolha, religiosos, literários, musicais e assim por diante. Ser capaz de usar a mente de forma protegida por garantias de liberdade de expressão no que diz respeito ao discurso político e artístico, e à liberdade de exercício religioso. Ser capaz de ter experiências prazerosas e evitar dores não benéficas.

- Emoções. Ser capaz de ter apegos a coisas e pessoas fora de nós; amar aqueles que nos amam e cuidam de nós, lamentar a sua ausência; em geral, amar, lamentar, sentir saudade, gratidão e raiva justificada. Não ter o desenvolvimento emocional prejudicado pelo medo e pela ansiedade. (Apoiar esta capacidade significa apoiar formas de associação humana que podem ser demonstradas como cruciais para o seu desenvolvimento.)

- Razão Prática. Ser capaz de formar uma concepção do bem e de se engajar na reflexão crítica sobre o planejamento da própria vida. (Isto implica proteção para a liberdade de consciência e observância religiosa.
- Afiliação: Ser capaz de viver com e em relação aos outros, de reconhecer e mostrar preocupação pelos outros humanos, de se envolver em diversas formas de interação social; ser capaz de imaginar a situação do outro. (Proteger esta capacidade significa proteger as instituições que constituem e alimentam tais formas de afiliação, e também proteger a liberdade de reunião e de expressão política.)
- Ter as bases sociais do respeito próprio e da não humilhação; poder ser tratado como um ser digno cujo valor é igual ao dos outros. Isto implica disposições de não discriminação com base na raça, sexo, orientação sexual, etnia, casta, religião, origem nacional e espécie. Ser capaz de viver com preocupação e em relação aos animais, às plantas e ao mundo da natureza.
- Jogar. Poder rir, brincar, desfrutar de atividades recreativas.
- Controle sobre o ambiente.
- Político. Ser capaz de participar efetivamente nas escolhas políticas que regem a própria vida; ter o direito de participação política, proteções à liberdade de expressão e associação.
- Material. Ser capaz de possuir propriedades (tanto terras como bens móveis) e ter direitos de propriedade em igualdade de condições com os demais; ter o direito de procurar emprego em condições de igualdade com os outros; estar livre de busca e apreensão injustificadas. No trabalho, ser capaz de trabalhar como humano, exercendo a razão prática e estabelecendo relações significativas de reconhecimento mútuo com outros trabalhadores.  [20]

Embora Nussbaum não tenha reivindicado a sua lista como definida e imutável, ela defendeu fortemente o delineamento de uma lista de capacidades humanas centrais. Por outro lado, Sen recusa-se a fornecer uma lista específica de capacidades. Amartya Sen argumenta que uma lista e pesos exatos seriam muito difíceis de definir. Por um lado, requer a especificação do contexto de utilização das capacidades, que pode variar. Além disso, Sen argumenta que parte da riqueza da abordagem das capacidades é a sua insistência na necessidade de um escrutínio avaliativo aberto para fazer julgamentos sociais. Ele não está inclinado a desvalorizar de forma alguma o domínio do raciocínio na esfera pública. Em vez disso, Sen argumenta que a tarefa de pesar as diversas capacidades deveria ser deixada às considerações éticas e políticas de cada sociedade, com base no raciocínio público. Juntamente com as preocupações levantadas sobre a lista de Nussbaum, Alkire e Black também argumentam que a metodologia de Nussbaum "contraria um impulso essencial da abordagem das capacidades que tem sido a tentativa de redireccionar a teoria do desenvolvimento para longe de um foco redutor numa vida minimamente decente para uma vida mais holística" 

## Medição das capacidades
A medição das capacidades foi anteriormente considerada uma barreira específica à implementação e utilização da abordagem. No entanto, duas linhas específicas de trabalho, na investigação e na política, procuraram mostrar que indicadores significativos daquilo que os indivíduos (e em alguns casos os governos) são capazes de fazer podem ser desenvolvidos e utilizados para gerar uma série de conhecimentos. Em 1990, o relatório de Desenvolvimento Humano da ONU publicou o primeiro exercício desse tipo, centrado na saúde, na educação e no rendimento, que foram igualmente ponderados para gerar o Índice de Desenvolvimento Humano. Ao mesmo tempo, e posteriormente, os investigadores, reconhecendo que estas três áreas abrangiam apenas certos elementos da qualidade de vida, procuraram desenvolver medidas mais abrangentes. Um grande projeto nesta área foi o "projeto de medição de capacidades", no qual Anand liderou equipes de filósofos, economistas e cientistas sociais para gerar, que fornece uma implementação completa e direta da abordagem, com base em particular nas relações e conceitos-chave desenvolvidos no Sen. (1985), mas também no trabalho relacionado com o conteúdo da abordagem. Os primeiros trabalhos deste projecto desenvolveram um conjunto de cerca de 50 indicadores de capacidade que foram utilizados para desenvolver uma imagem da qualidade de vida e da privação no Reino Unido. Posteriormente, Anand e colegas desenvolveram conjuntos de dados para os EUA, Reino Unido e Itália, nos quais todos os elementos da estrutura de Sen são refletidos em dados que permitem estimar todas as três equações principais, para funcionamento, experiência e capacidades. Numa série de artigos, demonstraram que tanto os seus dados primários como alguns conjuntos de dados secundários podem ser usados para esclarecer a produção e distribuição da qualidade de vida dos adultos em idade ativa, dos reformados, das crianças muito pequenas, dos vulneráveis à violência doméstica , migrantes, comunidades de viajantes excluídos e pessoas com deficiência. Eles utilizam estas aplicações para argumentar que o quadro de capacidades é particularmente adequado para a compreensão da qualidade de vida ao longo da vida e que fornece uma gramática relativamente universal para a compreensão dos elementos do bem-estar humano. 

### Medidas monetáriasversusnão monetárias de bem-estar
As medidas monetárias e não monetárias de bem-estar são ideais quando utilizadas para se complementarem. Compreender os vários aspectos do processo de desenvolvimento econômico não só ajuda a resolver questões de desigualdade e atrasos no desenvolvimento humano, mas também ajuda a identificar onde os países ficam atrasados, o que, uma vez resolvido, pode promover ainda mais o bem-estar e o progresso. Como observa a Organização para a Cooperação e Desenvolvimento Económico (OCDE) (2006) "O bem-estar tem várias dimensões das quais os factores monetários são apenas uma. São, no entanto, importantes, uma vez que as economias mais ricas estão em melhor posição para criar e manter outras condições que melhorem o bem-estar, tais como um ambiente limpo, a probabilidade de a pessoa média ter direito a 10 anos ou mais de educação e levar uma vida comparativamente longa e saudável. O bem-estar também será aumentado por instituições que permitir que os cidadãos sintam que controlam as suas próprias vidas e que o investimento do seu tempo e recursos será recompensado. Por sua vez, isto conduzirá a rendimentos mais elevados num círculo virtuoso."  Simon Kuznets, o criador do PNB (Produto Nacional Bruto), alertou contra a utilização da medida como um indicador do bem-estar geral, o que demonstra a utilização não intencional de medidas baseadas em resultados como indicadores do bem-estar humano. 

#### Crítica às medidas baseadas em resultados
A utilização do PIB e do PNB como uma aproximação do bem-estar e do desenvolvimento tem sido amplamente criticada, porque são frequentemente mal utilizados como indicadores do bem-estar e do desenvolvimento humano, quando na verdade apenas revelam a capacidade económica de um país ou de um país. nível de rendimento médio quando expresso por pessoa. Em particular, a economia feminista e a economia ambiental oferecem uma série de críticas. Os críticos nestes domínios discutem normalmente as desigualdades de género, a representação insuficiente dos custos ambientais das produções e questões gerais de utilização indevida de uma medida baseada nos resultados para fins não intencionais. Em suma, a conclusão da Abordagem das Capacidades é que as pessoas não valorizam apenas o rendimento monetário e que o desenvolvimento está ligado a vários indicadores de satisfação com a vida e, portanto, são importantes na medição do bem-estar. As políticas de desenvolvimento esforçam-se por criar um ambiente onde as pessoas possam viver vidas criativas longas e saudáveis. 
Críticas feministas e ambientais
Nussbaum destaca alguns dos pressupostos e conclusões problemáticas das abordagens de desenvolvimento baseadas em resultados. Em primeiro lugar, ela observa que o PNB e o PIB não consideram requisitos especiais para ajudar os mais vulneráveis, como as mulheres. Especificamente, Nussbaum menciona que as abordagens baseadas em resultados ignoram a distribuição das necessidades para as diversas circunstâncias das pessoas, por exemplo, uma mulher grávida precisa de mais recursos do que uma mulher não grávida ou um homem solteiro. Além disso, as medidas baseadas nos resultados ignoram o trabalho não remunerado, que inclui a criação dos filhos e as vantagens sociais que resultam do trabalho da mãe. Marilyn Waring, economista política e activista pelos direitos das mulheres, discorre sobre o exemplo de uma mãe envolvida no cuidado dos filhos, nos cuidados domésticos e na produção de poucos bens para o mercado informal, tudo isto normalmente feito em simultâneo. Estas atividades proporcionam benefícios económicos, mas não são valorizadas nos sistemas contabilísticos nacionais; isto sugere que a definição de desemprego utilizada nas medidas baseadas no produto é inadequada. Outra crítica de Waring é que as medidas baseadas nos resultados ignoram os efeitos negativos do crescimento económico e, portanto, as mercadorias que reduzem o bem-estar social, como as armas nucleares e a extração de petróleo que provoca derrames, são consideradas um bom fator de produção. Os “anti-maus” ou as despesas defensivas para combater os “maus” não são contabilizados como uma dedução nos sistemas contabilísticos. Além disso, os recursos naturais são tratados como ilimitados e os resultados negativos, como a poluição e os riscos para a saúde associados, não são deduzidos das medidas. 
Críticas técnicas e de má interpretação
Quando o PNB e o PIB foram desenvolvidos, a sua utilização pretendida não era para medir o bem-estar humano; o uso pretendido era como um indicador de crescimento económico, e isso não se traduz necessariamente em bem-estar humano. Kuznets tem repetidamente defendido este ponto, nas suas palavras, "as distinções devem ser mantidas em mente entre quantidade e qualidade de crescimento, entre custos e retornos e entre curto e longo prazo. Os objectivos para mais crescimento devem especificar mais crescimento de quê e para quê". . Nussbaum também salienta que o PNB e o PIB omitem a distribuição de rendimentos e a oportunidade ou capacidade de transformar recursos em atividades (esta crítica decorre diretamente da Abordagem das Capacidades). Kuznets chama isso de um problema de "obtenção de um total não duplicado de toda a produção", o que sugere que as pessoas são vistas apenas como consumidores e não como produtores potenciais, portanto, quaisquer produtos adquiridos por um indivíduo não são vistos como "sendo consumidos no processo produtivo". de produzir outros bens". Estas medidas contabilísticas também não conseguem captar todas as formas de trabalho e centram-se apenas no "envolvimento no trabalho 'com remuneração ou lucro", deixando de fora as contribuições para a sociedade e a economia, como o trabalho voluntário e a agricultura de subsistência. Kuznets fornece o exemplo do processo pelo qual os agricultores dedicam tempo e energia para cultivar terras virgens. Além disso, o PNB e o PIB apenas contabilizam as trocas monetárias e não atribuem qualquer valor a alguns bens intangíveis importantes, como o tempo de lazer.  

### Mudança para medidas alternativas
A Abordagem das Capacidades tem sido altamente influente até agora nas teorias de desenvolvimento humano e nos métodos de avaliação de captura de capacidades. A teoria levou à criação do IDH, IHDI e GII e à sua utilização entre organizações internacionais como as Nações Unidas e outras. Nas empresas, as capacidades são incluídas nos Indicadores Chave de Desenvolvimento, ou KDIs, como medidas de desenvolvimento, incluindo o desenvolvimento dos funcionários. Em 1990, no Relatório de Desenvolvimento Humano (RDH) encomendado pelo PNUD, decidiu-se criar uma medida de desenvolvimento sensível à distribuição. Esta medida foi criada para rivalizar com as métricas mais tradicionais do PIB e do PNB, que anteriormente tinham sido utilizadas para medir o nível de desenvolvimento num determinado país, mas que não continham disposições sobre termos de distribuição. A medida resultante foi intitulada Índice de Desenvolvimento Humano, criada por Mahbub ul Haq em colaboração com Sen e outros. O objetivo era criar um indicador de desenvolvimento humano, especialmente um que fornecesse uma avaliação geral e uma crítica do desenvolvimento humano global para lançar luz sobre a desigualdade persistente, a pobreza e outras privações de capacidade, apesar dos elevados níveis de crescimento do PIB. Actualmente o IDH continua a ser utilizado no Relatório de Desenvolvimento Humano, além de muitas outras medidas (baseadas em perspectivas teóricas de Capacidades) que têm sido desenvolvidas e utilizadas pelas Nações Unidas. Entre estes índices estão o Índice de Desenvolvimento Relacionado ao Gênero (IDG), a Medida de Empoderamento do Género (GEM), introduzida em 1995, e os mais recentes Índice de Desigualdade de Género (GII) e o Índice de Desenvolvimento Humano Ajustado à Desigualdade (IDHAD), ambos adoptados. em 2010. 

### Índices baseados em capacidades
A seguir estão alguns dos principais índices que foram criados com base nos fundamentos teóricos da Abordagem de Capacidades

#### Índice de Desenvolvimento Humano
O Índice de Desenvolvimento Humano leva em consideração uma série de factores de desenvolvimento e bem-estar que não são tidos em conta no cálculo do PIB e do PNB. O Índice de Desenvolvimento Humano é calculado utilizando os indicadores de esperança de vida, alfabetização de adultos, matrícula escolar e transformações logarítmicas do rendimento per capita. Além disso, nota-se que o IDH "é uma média ponderada do rendimento ajustado às distribuições e poder de compra, esperança de vida, alfabetização e saúde". O IDH é calculado para países individuais com um valor entre 0 e 1 e é "interpretado... como o desenvolvimento final que foi alcançado por aquela nação". Atualmente, o Relatório de Desenvolvimento Humano de 2011 também inclui o Índice de Desenvolvimento Humano Ajustado à Desigualdade, que contabiliza exactamente as mesmas coisas que o IDH considera, no entanto, o IDHAD tem todas as três dimensões (vida longa e saudável, conhecimento e um nível de vida digno) ajustadas para desigualdades na distribuição de cada dimensão na população.  

#### Índice de desenvolvimento relacionado com o gênero
O Índice de Desenvolvimento Relacionado ao Gênero é definido como uma “medida sensível à distribuição que tem em conta o impacto no desenvolvimento humano das disparidades de género existentes nas três componentes do IDH”. Desta forma, o GDI tem em conta as deficiências do IDH em termos de género, porque reavalia a pontuação de um país nas três áreas do IDH com base nas disparidades de género percebidas, e penaliza a pontuação do país se, de facto, grandes existem disparidades de género nessas áreas. Este índice é utilizado em uníssono com o IDH e, portanto, também capta os elementos de capacidades que o IDH contém. Além disso, considera as capacidades das mulheres, que têm sido um foco em grande parte do trabalho de Sen e Nussbaum.  

#### Medida de empoderamento de gênero
A Medida de Empoderamento de GÊnero (GEM) é consideravelmente mais especializada que a GDI. O GEM centra-se particularmente no empoderamento relativo das mulheres num determinado país. O empoderamento das mulheres é medido através da avaliação do emprego das mulheres em posições econômicas de alto nível, assentos no parlamento e participação no rendimento familiar. Notavelmente, esta medida captura mais das 10 Capacidades Centrais de Nussbaum, tais como Sentidos, Imaginação e Pensamento; Afiliação; e controle sobre o ambiente. 

#### Índice de desigualdade de gênero
No Relatório de Desenvolvimento Humano de 2013, o Índice de Desigualdade de Género, que foi introduzido em 2011, continua a ajustar o GDI e o GEM. Esta medida composta utiliza três dimensões: saúde reprodutiva, capacitação e participação na força de trabalho. Na construção do índice foram fundamentais os seguintes critérios: relevância conceitual para definições de desenvolvimento humano e teoria; Não ambiguidade para que o índice seja facilmente interpretado; Confiabilidade dos dados padronizados e coletados/processados por uma organização confiável; Nenhuma redundância encontrada em outros indicadores; e, por último, o poder de discriminação, onde a distribuição é bem diferenciada entre os países e não há “agrupamento” entre os países superiores e inferiores. Este índice também captura algumas das 10 Capacidades Centrais de Nussbaum (Sentidos, Imaginação e Pensamento; Afiliação; e Controle sobre o Ambiente).

#### Outras Medidas
Em 1997, o PNUD introduziu o Índice de Pobreza Humana (IPH), que visa medir a pobreza tanto nos países industrializados como nos países em desenvolvimento. O IPH é uma medida de pobreza "não baseada no rendimento" que se centra nos "resultados humanos em termos de escolhas e oportunidades que uma pessoa enfrenta" (p. 99). Em apoio a este índice, Sakiko Fukuda-Parr – economista do desenvolvimento e ex-Directora do Gabinete do Relatório do Desenvolvimento Humano – diferencia entre pobreza de rendimento e pobreza humana. A pobreza humana pode ser interpretada como privações para levar uma vida longa, saudável e criativa, com um padrão de vida decente 

### Avaliação econômica da saúde
A abordagem das capacidades está a ser desenvolvida e cada vez mais aplicada na economia da saúde, para utilização na análise de custo-eficácia. É visto como uma alternativa às medidas existentes de qualidade de vida relacionada com a saúde baseadas em preferências (por exemplo, o EQ-5D) que se concentram na funcionalidade e podem ser aplicadas no âmbito dos anos de vida ajustados pela qualidade (QALYs). Foram criadas uma série de medidas para utilização em contextos específicos, como os idosos, a saúde pública e a saúde mental, bem como medidas de resultados mais genéricas baseadas nas capacidades. A cautela permanece quando as medidas não excluem explicitamente a adaptação das pessoas às suas circunstâncias, por exemplo, a problemas de saúde física.  

### Medidas alternativas de bem-estar
Como observado acima, em grande medida, as Capacidades Humanas Centrais de Nussbaum abordam questões de igualdade, liberdade política, criatividade e direito a si mesmo, assim como os vários índices que se baseiam nas capacidades. É evidente que estas medidas são muito subjectivas, mas este facto está na essência da definição de qualidade de vida de acordo com Nussbaum e Sen. Nussbaum refere-se a Sen ao dizer que, embora as medidas de bem-estar possam ser problemáticas em modelos comparativos e quantificáveis devido à sua questão subjectiva, a protecção e o compromisso com o desenvolvimento humano são questões demasiado importantes para serem deixadas à margem do progresso económico. O bem-estar e a qualidade de vida são demasiado importantes para serem deixados sem um foco intencional na mudança política. Medidas como o IDH, GDI, GEM, GII, IHDI e similares são cruciais para abordar questões de bem-estar e indicadores de qualidade de vida. Anand, et al. (2009) pode ser resumido como demonstrando que é possível medir as capacidades dentro das convenções aplicadas à concepção padrão dos inquéritos aos agregados familiares, ao contrário das dúvidas anteriores sobre a capacidade de operacionalizar a abordagem das capacidades. 

## Comparação com outras abordagens

### Abordagens baseadas em utilidade ou subjetivas
Grande parte da economia do bem-estar convencional hoje baseia-se numa abordagem utilitarista de acordo com a forma clássica de utilitarismo benthamista, na qual a acção mais desejável é aquela que melhor aumenta a felicidade ou satisfação psicológica das pessoas. A “utilidade” de uma pessoa representa alguma medida de seu prazer ou felicidade. Alguns méritos associados a esta abordagem para medir o bem-estar são o fato de reconhecer a importância de ter em conta os resultados dos arranjos sociais ao julgá-los e a necessidade de prestar atenção ao bem-estar das pessoas envolvidas ao julgar os arranjos sociais e os seus resultados. Amartya Sen, contudo, argumenta que esta visão tem três deficiências principais: indiferença distributiva; negligência de direitos, liberdades e outras preocupações não relacionadas à utilidade; e adaptação e condicionamento mental. A indiferença distributiva refere-se a uma indiferença utilitarista entre diferentes distribuições de utilidade, desde que a soma total seja a mesma (observe que o utilitarista é indiferente à distribuição da felicidade, não à renda ou à riqueza - a abordagem utilitarista geralmente preferiria, todo o resto sendo iguais, sociedades materialmente mais iguais, assumindo uma utilidade marginal decrescente). Sen argumenta que podemos "querer prestar atenção não apenas às magnitudes "agregadas ", mas também à extensão das desigualdades na felicidade". Sen também argumenta que, embora a abordagem utilitarista não atribua nenhum valor intrínseco (ética) às reivindicações de direitos e liberdades, algumas pessoas valorizam estas coisas independentemente da sua contribuição para a utilidade. 
Por fim, Amartya Sen argumenta que a visão utilitarista do bem-estar individual pode ser facilmente influenciada pelo condicionamento mental e pela adaptação da felicidade das pessoas a situações opressivas. O cálculo da utilidade pode ser essencialmente injusto para aqueles que aceitaram a sua privação como meio de sobrevivência, ajustando os seus desejos e expectativas. A abordagem das capacidades, por outro lado, não é vítima destas mesmas críticas porque reconhece as desigualdades, concentrando-se na equalização das capacidades das pessoas, em vez da felicidade. Salienta a importância intrínseca dos direitos e liberdades na avaliação do bem-estar e evita ignorar a privação, concentrando-se nas capacidades e oportunidades e não no estado de espírito. Graham Hunter argumenta que o progresso na implementação da abordagem de capacidades foi limitado pela falta de uma teoria económica subjacente. Ele argumenta que a Teoria Monetária Moderna, que reconhece que os recursos, e não as finanças, são os fatores limitantes para os governos soberanos, é uma dessas teorias. 

### Abordagens baseadas em recursos
Outra abordagem comum na economia convencional, na política econômica e na avaliação do desenvolvimento, tem sido tradicionalmente centrar-se no rendimento e nos recursos. Este tipo de abordagem ao desenvolvimento centra-se no aumento de recursos, tais como activos, direitos de propriedade ou necessidades básicas. No entanto, medir os recursos é fundamentalmente diferente de medir o funcionamento, como é o caso em que as pessoas não têm a capacidade de utilizar os seus recursos da forma que consideram adequada. Indiscutivelmente, a principal dificuldade numa abordagem do bem-estar baseada nos recursos ou no rendimento reside nas heterogeneidades pessoais, nomeadamente na diversidade dos seres humanos. São necessários diferentes montantes de rendimento para que diferentes indivíduos possam usufruir de capacidades semelhantes, como um indivíduo com deficiências graves, cujo tratamento para garantir o cumprimento das capacidades básicas pode exigir um rendimento dramaticamente maior em comparação com uma pessoa sã. Todos os tipos de diferenças, tais como diferenças de idade, género, talentos, etc., podem fazer com que duas pessoas tenham oportunidades extremamente divergentes de qualidade de vida, mesmo quando equipadas com exatamente os mesmos bens. Além disso, outras circunstâncias contingentes que afectam o que um indivíduo pode fazer com um determinado conjunto de recursos incluem diversidades ambientais (no sentido geográfico), variações no clima social, diferenças nas perspectivas relacionais e distribuição dentro da família.  
A abordagem das capacidades, contudo, procura considerar todas essas circunstâncias ao avaliar as capacidades reais das pessoas. Além disso, há outras coisas que as pessoas valorizam além do aumento de recursos. Em alguns casos, a maximização de recursos pode até ser questionável. Tal como foi reconhecido no Relatório de Desenvolvimento Humano de 1990, o objetivo básico do desenvolvimento é criar um ambiente propício para as pessoas viverem vidas longas, saudáveis e criativas. Este objectivo perde-se muitas vezes na preocupação imediata com a acumulação de mercadorias e de riqueza financeira, que são apenas um meio para a expansão de capacidades. No geral, embora os recursos e o rendimento tenham um efeito profundo sobre o que podemos ou não fazer, a abordagem das capacidades reconhece que não são as únicas coisas a considerar quando se avalia o bem-estar, mudando o foco de um meio para uma boa vida para o liberdade para alcançar melhorias reais nas vidas, que temos motivos para valorizar. 

## A abordagem de capacidade na educação
A abordagem das capacidades também teve impacto no discurso educacional. Em vez de ver o sucesso de um sistema educativo baseado nas realizações mensuráveis dos alunos, tais como pontuações em exames ou avaliações, o sucesso educativo através de uma perspectiva de capacidades pode ser visto através das capacidades que tal educação permite. Através de um programa educativo, o aluno é capaz de adquirir conhecimentos, competências, valores e compreensão, o que permite ao jovem pensar de novas formas, “ser”, desenvolver a agência na sociedade e tomar decisões. Estes não são facilmente “mensuráveis” da mesma forma que os resultados dos exames, mas podem ser vistos como um resultado importante de um programa educativo. Vários escritores exploraram quais poderiam ser essas “capacidades” educacionais. A lista de Terzi centra-se no direito mínimo à educação para alunos com deficiência - estes incluem Alfabetização, Numeracia, Socialidade e Participação, entre outros. Walker, atuando no Ensino Superior oferece Razão Prática, Resiliência Emocional, Conhecimento e imaginação. Hinchcliffe oferece um conjunto de capacidades para estudantes de disciplinas de Humanidades, incluindo exame e julgamento crítico, imaginação narrativa, reconhecimento/preocupação com os outros (cidadania num mundo globalizado). A exploração mais aprofundada da abordagem das capacidades à educação tem procurado explorar o papel que as disciplinas disciplinares desempenham na geração de capacidades específicas das disciplinas, baseando-se nas ideias do Conhecimento Poderoso de Michael Young e da Sociologia da Educação. A geografia como disciplina escolar explorou-as como ‘GeoCapacidades’.

## Leitura complementar
- Alkire, Sabina (2002). Valuing freedoms: Sen's capability approach and poverty reduction. Oxford New York: Oxford University Press. ISBN 9780199245796. Hardback.
- Alkire, Sabina (February 2002). "Dimensions of human development". World Development. 30 (2): 181–205. doi:10.1016/S0305-750X(01)00109-7.
- Alkire, Sabina (2005). "Why the capability approach?". Journal of Human Development. 6 (1): 115–135. doi:10.1080/146498805200034275. S2CID 15074994.
- Anand, Paul (May 2005). "Capabilities and health". Journal of Medical Ethics. 31 (5): 299–303. doi:10.1136/jme.2004.008706. PMC 1734139. PMID 15863692.
- Anand, Paul (October 2005). "Introduction". Social Indicators Research. 74 (1): 1–8. doi:10.1007/s11205-005-6517-0.
- Anand, Paul; Hunter, Graham; Smith, Ron (October 2005). "Capabilities and well-being: evidence based on the Sen–Nussbaum approach to welfare". Social Indicators Research. 74 (1): 9–55. doi:10.1007/s11205-005-6518-z. S2CID 2301353.
- Anand, Paul; Dolan, Paul (January 2005). "Introduction: Equity, capabilities and health". Social Science & Medicine. 60 (2): 219–222. doi:10.1016/j.socscimed.2004.04.031. PMID 15522479.
- Anand, Paul (December 2005). "QALYs and capabilities: a comment on Cookson". Health Economics: Health Economics Letter. 14 (12): 1283–1286. doi:10.1002/hec.1002. PMID 15945038.
- Anand, Paul; van Hees, Martin (April 2006). "Capabilities and achievements: an empirical study". The Journal of Socio-Economics: Special Section - the Socio-Economics of Happiness. 35 (2): 268–284. doi:10.1016/j.socec.2005.11.003.
- Anand, Paul; Santos, Cristina (2007). "Violent crime, gender inequalities and well-being: models based on a survey of individual capabilities and crime rates for England and Wales". Revue d'Économie Politique. 117 (1): 135–160. doi:10.3917/redp.171.0135.
- Anand, Paul (April 2011). "New directions in the economics of welfare: Special issue celebrating Nobel Laureate Amartya Sen's 75th birthday". Journal of Public Economics. 95 (3–4): 191–192. doi:10.1016/j.jpubeco.2010.12.007.
- Ballet, Jérôme; Bazin, Damien; Dubois, Jean-Luc; Mahieu, François-Régis (2014). Freedom, responsibility and economics of the person. London New York: Routledge. ISBN 9780415596985.
- Buckler, Alison (2015). Quality Teaching and the Capability Approach. London, UK: Routledge. ISBN 9781315755939.
- Buckler, Alison (2016). "Teachers' Professional Capabilities and the Pursuit of Quality in Sub-Saharan African Education Systems" (PDF). Journal of Human Development and Capabilities. 17 (2): 161–177. doi:10.1080/19452829.2014.991706. S2CID 53575821.
- Clark, David (2002). Visions of development: a study of human values. Cheltenham, UK Northampton, Massachusetts, USA: Edward Elgar. ISBN 9781840649826.
- Clark, David (2006), "Capability approach (definition)", in Clark, David (ed.), The Elgar companion to development studies, Cheltenham, Glos, UK: Edward Elgar Publishing, pp. 32–44, ISBN 9781843764755 Draft pdf version.
- Crocker, David A (November 1992). "Functioning and capability: the foundations of Sen's and Nussbaum's development ethic". Political Theory. 20 (4): 584–612. doi:10.1177/0090591792020004003. S2CID 145009947.
- Deneulin, Séverine; Shahani, Lila (2009). An introduction to the human development and capability approach freedom and agency. Sterling, Virginia Ottawa, Ontario: Earthscan International Development Research Centre. ISBN 9781844078066. Pdf. E-book.
- Fukuda-Parr, Sakiko (2003). "The human development paradigm: operationalizing Sen's ideas on capabilities". Feminist Economics. 9 (2–3): 301–317. doi:10.1080/1354570022000077980. S2CID 18178004.
- Fukuda-Parr, Sakiko; Kumar, A. K. Shiva (2009). Handbook of human development: concepts, measures, and policies. New Delhi New York: Oxford University Press. ISBN 9780195692334.
- Kaufman, Alexander (2004). Capabilities equality basic issues and problems. New York New York: Routledge. ISBN 9780415499781.
- Kuklys, Wiebke (2005). Amartya Sen's capability approach theoretical insights and empirical applications. Berlin New York: Springer. ISBN 9783540261988.
- Otto, Hans-Uwe; Schneider, Klaus (2009). From employability towards capability. Luxembourg: Inter-Actions. ISBN 9782959973369.
- Nussbaum, Martha; Sen, Amartya (1993). The quality of life. Oxford England New York: Clarendon Press Oxford University Press. ISBN 9780198287971.
- Nussbaum, Martha; Sen, Amartya (2004), "Non-relative virtues: an Aristotelian approach", in Nussbaum, Martha; Sen, Amartya (eds.), The quality of life, New York: Routledge, pp. 242–269, ISBN 9780415934411
- Nussbaum, Martha (2000). Women and human development: the capabilities approach. Cambridge New York: Cambridge University Press. ISBN 9780521003858.
- Riddle, Christopher A (2014). Disability and justice: The capabilities approach in practice. Lexington: Lexington Books / Rowman & Littlefield. ISBN 9780739178027.
- Riddle, Christopher A (2013). "Well-Being and the capability of health". Topoi. 32 (2): 153–160. doi:10.1007/s11245-013-9167-x. S2CID 144912168.
- Riddle, Christopher A (2010). "Indexing, capabilities, and disability". Journal of Social Philosophy. 41 (4): 527–537. doi:10.1111/j.1467-9833.2010.01514.x.
- Robeyns, Ingrid (2003). "Sen's capability approach and gender inequality: selecting relevant capabilities". Feminist Economics. 9 (2–3): 61–92. doi:10.1080/1354570022000078024. S2CID 15946768.
- Robeyns, Ingrid (2005). "The capability approach: a theoretical survey". Journal of Human Development. 6 (1): 93–117. doi:10.1080/146498805200034266. S2CID 9905536.
- Sen, Amartya (September 1979). "Utilitarianism and welfarism". The Journal of Philosophy. 76 (9): 463–489. doi:10.2307/2025934. JSTOR 2025934.
- Sen, Amartya (1988), "The concept of development", in Srinivasan, T.N.; Chenery, Hollis (eds.), Handbook of development economics, vol. 1, Amsterdam New York New York, N.Y., U.S.A: North-Holland Sole distributors for the U.S.A. and Canada, Elsevier Science Pub. Co, pp. 2–23, ISBN 9780444703378
- Sen, Amartya (1989). "Development as capability expansion". Journal of Development Planning. 19 (1): 41–58.
- Reprinted in Sen, Amartya (2004), "Development as capability expansion", in Kumar, A. K. Shiva; Fukuda-Parr, Sakiko (eds.), Readings in human development: concepts, measures and policies for a development paradigm, New Delhi New York: Oxford University Press, ISBN 9780195670523.
- Also reprinted in Sen, Amartya (2012), "Development as capability expansion", in Saegert, Susan; DeFilippis, James (eds.), The community development reader, New York: Routledge, ISBN 9780415507769.
- Sen, Amartya (2004), "Capability and well-being", in Nussbaum, Martha; Sen, Amartya (eds.), The quality of life, New York: Routledge, pp. 30–53, ISBN 9780415934411.
- Sen, Amartya (2010). The idea of justice. London: Penguin. ISBN 9780141037851.
- United Nations Development Programme, UNDP (1990). Human development report 1990. New York: Oxford University Press for the U.N.D.P. ISBN 9780195064810.